# 2014年太原警察暴力执法事件

现场视频中，王文军踩着倒在地上的周秀云的头发的截图成为该事件的代表性图像

2014年太原警察暴力执法事件发生在2014年12月13日，是关于山西省太原市公安局小店分局龙城派出所出勤警察与在“龙瑞苑”工地讨要薪酬的工人之间发生的一起造成一死一伤的事件。太原市公安局经过调查后，公布了部分警方的视频，确认该事件并非讨薪问题，而纯粹是民工与保安之间的治安纠纷。

## 事发详情

### 讨要薪酬
13日16时，王奎林和三名工友李康、孟林、徐前等一起前往太原市龙城大街山西四建龙瑞苑项目工程处询问薪酬发放事宜，王奎林等人因为未戴安全帽而要进入施工工地与大门处的值班保安发生了争执和推搡。随后当班保安报警，王奎林也叫来他的父母王友志和周秀云。17时，龙城派出所的警车到来，一共四名警察前来询问情况，其中一位名为王文军的警察声称这几位讨薪工人为犯罪嫌疑人，要实施拘捕。王友志与其理论，结果被王文军按倒在地并被手铐铐住。
周秀云为了保护丈夫，上前去阻碍王文军的行为，却被其推开，其后两人发生了抓扯，她也被王文军压倒在地，胸口也被他的膝盖顶住。 随后，警方正准备将几位工人带上警车，周秀云却又一次抱住王文军的腿。王文军为了摆脱她就将其头发揪起来，而后又把她的头压在肚子上。他还用双手扼住她的头部，仅此动作后，周秀云倒地不醒，王文军一脚踩住她的头发，手中却在拨打电话。其余的几位工人见状，纷纷用手机拍照录像。而一同查看现场的另外两名警察却违法的将他们的手机全都没收暂扣。而孟林就趁机跑出两公里开外，并躲避了追赶而来的警察，才得以保存一段至关重要的视频。后来几位讨薪工人才得知，被警方没收的手机中关于现场的视频和照片全部被警方删除了。

### 周秀云死亡
一共五位工人被警察带上另一辆警用小型载客汽车，而周秀云是被警察抬上去的。 警车前往的目的地是派出所而并非就在附近几百米的医院。王友志和王奎林向警察询问周秀云的状况，结果被训诫还被打了耳光。五人被带到派出所后分别关在了不同的审讯室。王友志还被刑訊逼供。后来经过医院的检查发现6根肋骨断裂。14日凌晨3时，几人才被警方释放，而王友志这时才并被告知，其妻子周秀云已经身亡。根据前来抢救的武警山西总队医院的医生证实，其在派出所对周秀云实施半个小时的抢救，随后又将周秀云送往医院，却为时已晚，最后鉴定为临床死亡，原因不详。一份太原市急救中心病危通知书显示为13日18时27分，派出所警察才联系医院对其抢救，这与周秀云倒地不醒的时间已拖延了几十分钟。

### 善后与上访
14日，王友志与王奎林在武警山西总队医院的太平间看见了周秀云的尸体，却未得到具体死亡原因。之后的几天，小店区公安分局的一位副局长和警方的律师不断找到死者家属，宣称要善后处理，可以私下解决，警方赔偿50余万，而后有通过第三人将赔偿金额加到上百万，但都被家属拒绝。家属为讨要说法，不断地上访，却都查无音信，无人过问。 不过，警方也在事后否认存在私下解决的事情，并表明，是死者家属提出的赔偿事宜，并要求赔偿近388万等。

### 轰动网络
12月20日，周秀云的亲属将他们的遭遇和视频全都放到互聯網上。26日，引发了网络和传统媒体的关注。26日晚上，太原市检察院确认已对涉案民警立案侦查并采取强制措施。30日，王文军已经因为涉嫌滥用职权罪立案侦查并被检方批准逮捕。至此，该事件相关舆情信息已达到3543条。12月31日，涉案警察郭铁伟、任海波也因为涉嫌滥用职权罪立案侦查并刑事拘留。2015年1月2日晚，山西省太原市政府召开新闻发布会，公安局長汪凡代表太原市公安局对死者表示沉痛哀悼，向受害人家属和社会诚挚道歉。太原市公安局还决定，把每年12月13日作为“执法警示日”，将该案件作为反面典型教材。
1月5日，太原市检察院委托了湖北同济法医学司法鉴定中心刘良等8人组成的鉴定团队，对周秀云非正常死亡原因及王友志的损伤程度进行了司法鉴定。期间为保证公正公平，全程都有家属在场并对全过程录音录像。截至11日，尸检工作已经全部结束，但却未有明确的结果。死者家属也接受道歉，并等待着一个满意的答复和审判。

## 争议报道
焦点访谈2015年1月29日进行报道，引发争议。焦点访谈仅仅对资方的事后之言进行报道，积极否认因为讨薪。

## 后续
对于该事件，2015年1月29日湖北同济法医学司法鉴定中心出具的《法医学鉴定意见书》认为周秀云属于，
|  | 因钝性暴力致闭合性颈部损伤，而死于急性呼吸循环功能衰竭。 |

因为其颈椎骨折、颈椎间盘断裂、颈髓挫伤，最后导致其死亡的。
媒体梳理整个事件：该建筑工地的民工王奎林、李康等人购物返回住所，北门本应该戴上安全帽才能进入，但几人并未戴安全帽，又觉得走北门距离更近，欲从此处进入工地，却被值班保安小马以未戴安全帽为由阻挡了，并发生零星冲突。几位民工见状叫来更多工友帮忙，小马的同事和保安队长也前来询问情况。
之后双方互不妥协，民工王友志借口讨要薪酬，但未果（随后调查发现并没出现拖欠工资的情况）。于是，民工们与保安们在口头上的争执，双方互不相让。因保安发觉无法掌控局面后报警，保安队长也同意放行，但民工们不愿离去，都等待着警察的到来。但事态随后逐渐演变为肢体冲突。
龙城派出所的四名民警赶来后了解情况，小马指出是李康出手打人，民警就检查小马和李康等人身份证，但李康与几位民工不愿意配合，警察也就用手銬将李康铐上带走，而王志友和王奎林等人也上前来阻挡他们。警察将其带上警车期间，又有多位民工纷纷上前阻止，并用手机拍照，现场混乱起来，于是警察没收了一部手机，而民警王文军又把阻碍他们的王友志一起戴上手铐带上警车，而其余民警也将另外的王奎林等人带上警车。
周秀云看见警察将其丈夫王友志和儿子王奎林等都带上警车，上前去阻止警察驾驶警车离开。警察让其下车，其拒绝了。于是警察将其拉下警车。此刻，又变成周秀云与将她拉下汽车的警察之间的抓扯。而王文军又去制止周秀云，她又抓住了王文军的衣服不放手，而王文军也拽起她的头发令她放手。
双方抓扯持续几分钟，王文军又将周秀云翻倒在地，她欲反抗，却被他制服，而后王文军一直将她的头发踩在地上。另外的几位警察也控制了其余民工，但这段时间，他们并没有驾驶警车返回，而是向派出所请求增援，试图将所有妨碍执法的民工全都带回去。周秀云就一直躺在地上，而王文军也一直踩住其头发。
增援的警力一直没有前来，其余的民工也都一哄而散。四位警察将周秀云抬上警车便返回派出所。事情并未结束，警察将几人带回派出所后，出于报复他们妨碍执法的心态，对王友志等人进行了殴打。后来经过司法中心鉴定，他的6根肋骨骨折，属于轻伤一级。而周秀云的情况就如前面所述。
之后，两位民警和一位协警以及该派出所原副所长等犯罪嫌疑人，都被太原市检察院以不同刑事罪名逮捕并继续刑事侦查。2015年5月5日，在发现劳动局及检察院涉嫌造假后，王友志开始在法院门口绝食抗议，不久其女王倩出于担心将其强行带回。5月10日，律师李劲松在网上公开当天警方执法录像。5月18日，法院开庭，且只允许周秀云六名家属旁听，法院门口亦安排特种警察站岗。上百名民众聚集在法院门口声援。5月19日，太原市人民检察院、山西省人民检察院以及山西省高级人民法院被控告滥权。2016年7月，因不满延期宣判，周秀云家属向太原市公安局申请，要求上街游行抗议，29日被驳回。开庭前，有民众给周秀云的家属制作条幅，被派出所带走。在五次延期后，2016年11月10日，山西省太原市中级人民法院一审宣判被告人王文军犯故意伤害罪、滥用职权罪，被告人郭铁伟犯滥用职权罪，被告人任海波犯故意伤害罪一案，认定被告人王文军犯过失致死罪，判处有期徒刑四年，犯滥用职权罪，判处有期徒刑二年二个月，决定执行有期徒刑五年；被告人郭铁伟犯滥用职权罪，判处有期徒刑二年二个月，缓刑三年；被告人任海波犯故意伤害罪，判处有期徒刑一年十一个月，缓刑二年。而曾代理该案的律师程海则认为王文军犯下了故意杀人罪。王友志在接受自由亚洲电台采访时表示：“对不起，现在没法说，不敢说。看看就知道了。以后再讲，我现在没法说，你不知道里边情况。”